# 佐藤宏樹 (野球)
佐藤 宏樹（さとう ひろき、1999年2月18日 - ）は、秋田県大館市出身のプロ野球選手（投手）。くふうハヤテベンチャーズ静岡所属。NPBでは育成選手だった。

## 経歴

### プロ入り前
秋田県立大館鳳鳴高校では2年秋からエースとなるも、甲子園出場はなし。
慶應義塾大学環境情報学部にAO入試で進学。1年春からリーグ戦に登板。1年秋は9試合に登板し、3勝0敗、防御率1.03の成績で最優秀防御率のタイトルを獲得。2年次は肘痛のため春2試合のみの登板にとどまる。3年生の春から本格復帰し最高球速151kmを記録するも、その後は左肘痛に苦しみ、4年生の4月に左肘の神経移行とクリーニングの手術を受けた。
2020年10月26日のドラフト会議において、福岡ソフトバンクホークスから育成ドラフト1巡目で指名された。11月25日、支度金300万円、年俸400万円（金額は推定）で契約合意に達した。背番号は120。
ドラフト2週間前の10月12日に左肘のトミー・ジョン手術を行っており、2022年シーズンの復帰を目指していた。

### プロ入り後
2021年は、二軍公式戦、三軍ともに登板は無かった。
2022年、二軍公式戦で2試合登板し、三軍では36試合の登板で66回を投げ、1勝1敗2セーブ、防御率3.00の成績を残す。
2023年6月29日の二軍公式戦、対中日ドラゴンズ戦二軍でのシーズン初登板を迎え無失点に抑える。二軍公式戦ではその1試合の登板で、三軍・四軍戦では47試合の登板で70回2/3を投げ、4勝2敗3セーブ、防御率1.78と前年の成績を上回る。11月25日から4年ぶりに台湾で開催された2023アジアウインターベースボールリーグのNPB RED選抜に選出され、12月6日の対社会人野球選抜で救援投手として2回2/3を無失点で抑える好投を見せるなど、7試合の登板で12回2/3を投げ、0勝1敗、防御率0.71の成績を残す。
2024年は、二軍公式戦で3試合に登板し10.1回を投げて8奪三振、防御率1.74、三軍四軍戦では4試合に登板し37.2回を投げて、31奪三振、防御率1.91と好成績を残していたが、10月7日に戦力外通告を受けた。
12月16日、くふうハヤテベンチャーズ静岡に入団することが発表された。

## 詳細情報

### 年度別投手成績
- 一軍公式戦出場なし

### 背番号
- 120（2021年[7] - 2024年）
- 40（2025年 - ）

### 登場曲
- 「LUV ME」TWICE（2021年 - 2022年）
- 「異端なスター」Official髭男dism（2021年 - 2022年）
- 「Halation」秦基博（2023年 - ）
- 「Laughter」Official髭男dism（2023年）